# 納塔莉亞·沃羅日比特
納塔莉亞·沃羅日比特（烏克蘭語：Наталія Анатоліївна Ворожбит，1975年4月4日—）是烏克蘭的劇作家與編劇。

## 生平
納塔莉亞·沃羅日比特於1975年出生於基輔，2000年畢業於俄羅斯莫斯科的高爾基文學院。
沃羅日比特的許多作品與頓巴斯戰爭議題有關。2013年她參與了烏克蘭親歐盟示威運動，頓巴斯戰爭爆發後，她與德國導演Georg Zheno共同創辦了「流離者劇院」（Театр Переселенця），紀錄頓巴斯地區難民的故事。2017年上映、關於第二次頓涅茨克機場戰役的劇情片《機器人：英雄不會死》也是由沃羅日比特擔任編劇，為此她在戰區旅行4個月，與受戰亂所苦的當地人士對話；電影播出時她也公開聲援被俄羅斯關押的烏克蘭導演奧列格·森索夫。
2020年沃羅日比特執導劇情片《邪惡之途》，劇情為頓巴斯戰爭中在當地發生的4個小故事，此電影獲2020年基諾科洛開年獎；個人獎項方面，2020年同年她獲頒戲劇類女性藝術家獎；2021年獲頒亞歷山大·多夫任科國家獎；2022年獲頒謝甫琴科國家獎。
2022年2月沃羅日比特在米爾哥羅德拍攝以俄羅斯－烏克蘭關係為主題的新片《惡魔》，即將完工時俄烏戰爭爆發，米爾哥羅德受俄軍砲火轟炸，2月25日她在防空洞中受訪，呼籲國際社會支援烏克蘭。

## 外部連結
- 納塔莉亞·沃羅日比特在互联网电影资料库（IMDb）上的資料（英文）
- SEGAL TALKS: Natalia Vorozhbit （页面存档备份，存于）, 2020-05-12